# زیدیگان
زیدیگان (انگلیسی: Zidigan) یک شهرک در شهرستان میاکینسکی استان باشقیرستان کشور روسیه است.